# Vica Kerekes
Éva „Vica” Kerekes (ur. 28 marca 1981 we Fiľakovo) – słowacka aktorka i modelka. Pracuje na Słowacji, w Czechach i na Węgrzech. Jej nazwisko występuje także w formach: Vica Kerekésová, Vica Kerekešová, Kerekes Vica.

## Życiorys
Vica Kerekes urodziła się jako córka węgierskiej matki i ojca węgiersko–słowackiego pochodzenia. Uczęszczała do Füleki Gimnázium. Po ukończeniu studiów w Wyższej Szkole Sztuk Scenicznych w Bratysławie, w 2001 roku przeniosła się do Budapesztu, gdzie spotkała swego późniejszego męża, artystę fotografa Csabę Vígha. Po raz pierwszy pojawiła się na ekranach kin w 2004. Jej debiutem był słowacki obraz Konečná stanica. Kerekes stała się znana szerszej publiczności dzięki filmowi Muži v naději (2011). W 2012 rozwiodła się.

## Filmografia
- 2004: Konečná stanica
- 2007: A kísértés (TV)
- 2008: Odaát (krótkometrażowy)
- 2008: Do Czech razy sztuka
- 2008: Fart
- 2008: Bakkermann
- 2009: Niedotrzymana obietnica
- 2009: Szuperbojz
- 2009: Odsúdené (serial telewizyjny)
- 2010: Deszczowa wróżka jako Kwietuszka
- 2010: Felnőttfilm (krótkometrażowy)
- 2010: Nesmrteľní (serial telewizyjny)
- 2011: Muži v naději
- 2012: 7 dni grzechu
- 2012: Zejtra napořád
- 2013: Křídla Vánoc
- 2014: Něžné vlny
- 2019: Niewiarygodna historia